# Tøyen Station (T-bane)
 Ikke at forveksle med Tøyen Station (jernbane).
Tøyen Station (Tøyen stasjon) er en metrostation i Fellestunnelen på T-banen i Oslo. Stationen er den sidste i den østlige ende af tunnelen fra Majorstuen, der betjenes af alle seks T-banelinjer. Den har tre perroner, en for østgående, en for vestgående tog og et for vestgående tog fra Grorudbanen og T-baneringen. Desuden er der et spor fra Grorudbanen mod hovedperronen, der var i brug de første år, men som nu benyttes til henstilling af arbejdskøretøjer.
Stationen, der ligger i kvarteret Tøyen, blev åbnet i 1966 som en del af det nye T-banenet i det østlige Oslo. Over stationen ligger der et indkøbscenter. Stationen er desuden den, der ligger nærmest Munchmuseet, Botanisk hage (Tøyenhagen) og Tøyenbadet.
Der er også en Tøyen Station på Gjøvikbanen, ca. 1.400 meter nordøst for T-banestationen.